# Dans van de roze dolfijn
Dans van de roze dolfijn is het negende boek in de serie Dolfijnenkind, het vierde boek in het tweede deel van die reeks, én het vervolg op boek 8, Offer in de Andes.

## Korte inhoud
Nadat Marijn op de Tungurahua aan zijn achtervolgers is ontkomen en Rosita de las Vegas het leven heeft gered, 2 weken in de jungle van Ecuador naar Talitha heeft gezocht, een baby heeft gevonden en Chouchou, het aapje van Talitha, ook nog opgewonden is wanneer hij in een kleine rivier een Roze Dolfijn ziet, weet Marijn zeker dat er iets moet opgelost worden. De Roze Dolfijnen herbergen de zielen van overledenen, geloven de Amazone-indianen, die daar ook leven. Hij en zijn vader, Ben Jansen, gaan naar Brazilië om de Amazonedolfijn te bestuderen. Daar vindt Marijn allemaal aanwijzingen. Ze houden allemaal met elkaar verband en hebben met maar één ding te maken: Talitha. Marijn probeert Talitha terug te vinden en de raadsels op te lossen.
Het dolfijnenkind (1992) · Het monster uit de diepte (1995) · De poorten van Atlantis (1998) · De schat van de boekaniers (2001) · Verdwenen in de Sargassozee (2005) · Red de dolfijnen! (2007) · Offer in de Andes (2006) · Dolfijnen vrij! (2008) · Dans van de roze dolfijn (2010) · Victoria (2012) — 
Achtergrondboek: Het grote Dolfijnenkindboek (2012)